# Louis Delattre
Louis Delattre (24. června 1870 Fontaine-l'Évêque, Belgie – 18. prosince 1938 Uccle) byl belgický lékař a spisovatel.

## Životopis
Narodil se v rodině Louise Delattreho (1849) a Célestine roz. Van Remoortereové (1850). Oženil se r. 1896 s Louisou roz. Allardovou (1878).
Louis Deattre byl lékařem ve věznici Forest, hlavním hygienickým inspektorem belgické vlády a členem lékařské rady belgického Červeného kříže. Jeho přátelé byli Albert Giraud a Georges Eekhoud.
Hubert Krains ho popsal jako regionalistického spisovatele „vyjadřujícího duši Valonska bez malicherností a malomyslnosti“. Byl členem Královské akademie francouzského jazyka a literatury Belgie (ARLLFB = l'Académie royale de langue et de littérature française de Belgique). Působil také v kulturní komisi Národního institutu pro rozhlasové vysílání (INR = l'Institut national de radiodiffusion).

### Vyznamenání
- Velkodůstojník Řádu koruny
- Komandér Řádu Leopolda (v červenci 1926)

## Dílo
- Croquis d'écolier, Mons, Manceaux, 1888
- Contes de mon village, Bruxelles, Lacomblez, 1890
- Miroir de jeunesse
- Une Rose a la bouche
- Marionnettes rustiques montrant les bonnes petites gens à leurs métiers en douze contes (avec dessins de Armand Rassenfosse), L. Benard (s. d.), 1899
- La Loi de péché, Paris, Mercure de France, 1899, 234 p.
- Le Roman du chien et de l'enfant,1907
- Le Jeu des petits gens
- Avril, Bruxelles, Lamertin éditeur, 1907, 371 p.
- Le Pays Wallon, 1910
- Les Carnets d'un médecin de village, 1910
- Contes d'avant l'amour, 1910
- Petits Contes en sabots (illustrés par le peintre Georges-Émile Lebacq), Bruxelles, Lebègue, 1911
- Pour l'âme belge, Paris/Bruxelles, Association des Écrivains Belges, 1912
- De la fleur à l'abeille, roman éditée par la collection Junior de la Librairie Moderne, Bruxelles, 1913

- Anthologie des écrivains belges de langue française, Bruxelles, Association des Écrivains Belges, 1924
- Du côté de l'ombre. Carnets d'un Médecin de prison, Bruxelles, Office de publicité, 1925

- Le fil d'or. Contes du petit verger avec 50 images de Fernand Rousseaux, Bruxelles, Office de publicité, 1927
- Les conteurs de Wallonie – Hubert Krains, Hubert Stiernet, George Garnir, Maurice Des Ombiaux, Louis Delattre [Le Coeur de Mandoux], Edmond Glesener, Jean Tousseul, Arsène Soreil; préface de Françoise Lalande; lecture de Paul Delbouille. Bruxelles: Labor, 1985[1]

## Česká vydání
- Sylvie v zahradě – úvod František Sekanina; ze sbírky Les Carnets d'un médecin de village; přeložil Josef Marek; in: 1000 nejkrásnějších novel... č. 75. Praha: J. R. Vilímek, 1914